# Prime (Dave-Stryker-Album)
Prime ist ein Jazzalbum von Dave Stryker. Die am 20. Oktober 2020 im Trading 8s Studio in Paramus, New Jersey, entstandenen Aufnahmen erschienen am 3. Februar 2023 auf Strikezone Records.

## Hintergrund
Der Gitarrist Dave Stryker nahm das Album im Trioformat mit seiner langjährigen Arbeitsgruppe auf, zu der der Organist Jared Gold und der Schlagzeuger McClenty Hunter gehören. Ergänzt um den Vibraphonisten Stefon Harris, hatte Stryker 2019 in dieser Formation das Album Eight Track III aufgenommen. Das Trio spielte nun acht Eigenkompositionen Strykers sowie den Standard „I Should Care“ ein.
Prime bezeichnet in der Musik den Zusammenklang oder die Wiederholung von zwei identischen Tönen.

## Titelliste
- Dave Stryker: Prime (Strikezone Records – 8823)[1]

1. Prime 6:25
2. Lockdown 6:37
3. Captain Jack 8:14
4. Hope 5:20
5. As We Were 5:25
6. Mac 5:16
7. I Should Care (Axel Stordahl, Paul Weston, SammyCahn) 5:41
8. Deep 6:36
9. Dude’s Lounge 8:21

Wenn nicht anders vermerkt, stammen die Kompositionen von Dave Stryker.

## Rezeption
Mit dem rasanten Titelsong des Albums zeige Stryker, dass er im Alter von 65 Jahren so scharfsinnig und flink ist wie eh und je, schrieb Jack Bowers in All About Jazz; er würde mühelos durch die blitzschnellen Harmoniewechsel springen und die Bühne für energische Statements von Gold und Hunter bereiten. Wenn es um Orgeltrios gehe, sei Stryker erstklassig, dank seiner besonderen Talente und denen seiner beiden Begleiter. Prime sei weit mehr als Hintergrundmusik, die abgespielt wird, während der Geist anderweitig beschäftigt ist; vielmehr sei es seriöser Jazz, gekonnt aufgeführt von drei Meistern des Genres, und verdiene es, unter diesen Bedingungen betrachtet zu werden.